# Thomas Ehrmann
Thomas Ehrmann (* 19. November 1958 in Stuttgart) ist ein deutscher Wirtschaftswissenschaftler, Volkswirt und Professor am Institut für Strategisches Management der Westfälischen Wilhelms-Universität Münster.

## Werdegang
Nach seinem Diplom im Fach Volkswirtschaftslehre 1984 an der Freien Universität Berlin, einer Tätigkeit als Wissenschaftlicher Mitarbeiter am Institut für Banken und Industrie der FU Berlin ebendort und einem Forschungsaufenthalt an der London School of Economics 1987, promovierte er dort 1988 mit einer Arbeit über „Wohnungsgemeinnützigkeit und Subventionsfinanzierung“ an der Freien Universität Berlin, die Arbeit erschien im Folgejahr im Druck. Zwischen 1988 und 1991 war er als Referent beim Bundesministerium für Wirtschaft tätig und im Anschluss zwischen 1992 und 1994 arbeitete er als Senior Manager bei Price Waterhouse Coopers. Anschließend wechselte er nach Düsseldorf, wo er Bereichsleiter für Strategie bei o.tel.o communications in Düsseldorf wurde. Das Unternehmen verließ er 1999. Er wechselte ans Institut für Unternehmenstheorie und -politik der Humboldt-Universität zu Berlin, wo er sich 1999 mit einer Arbeit über Restrukturierungszwänge und Unternehmenskontrolle bei der Deutschen Bahn im Fach Betriebswirtschaftslehre habilitierte. Seit 2000 lehrt er als Professor an der Universität Münster.
Ehrmann gehörte dem 2002 eingerichteten und 2017 aufgelösten Bahnbeirat an.

## Veröffentlichungen
- Wohnungsgemeinnützigkeit und Subventionsfinanzierung. Eine Fallstudie zur Institutionenökonomik. München: VVF 1989 (Law and economics 11).

- Restrukturierungszwänge und Unternehmenskontrolle. Das Beispiel Eisenbahn. Wiesbaden: Dt. Universitätsverlag 2001 (Beiträge zur betriebswirtschaftlichen Forschung 98).

- Strategische Planung. Methoden und Praxisanwendungen. Unter Mitarbeit von O. cochet, J. Dormann, M. Mietzner und E. Scheinker. Berlin, Heidelberg, New York: Springer 2006.

- zusammen mit Julian Dormann und Michael Kopel: Managing the evolution of cooperation. Jena: Max Planck Inst. of Economics, Evolutionary Economics Group 2008.

- zusammen mit Jörg B. Kühnapfel: Vertriebscontrolling: der Wechselbalg der Organisation. Münster: Institut für Strategisches Management 2011.